# Valeriana globularioides
Valeriana globularioides är en kaprifolväxtart som beskrevs av Graebner. Valeriana globularioides ingår i släktet vänderötter, och familjen kaprifolväxter. Inga underarter finns listade i Catalogue of Life.